# Fly Corporate
Fly Corporate est une compagnie aérienne régionale australienne basée à l'aéroport de Brisbane, Queensland.
La compagnie exploite des services de passagers régionaux réguliers dans le Queensland, la Nouvelle-Galles du Sud et Victoria.
Fly Corporate exploite une flotte d'avions turbopropulseurs Saab 340B Plus et Fairchild Metro 23.